# باشگاه فوتبال پرسکوت کابلس
باشگاه فوتبال پرسکوت کابلس (به انگلیسی: Prescot Cables Football Club) یک باشگاه فوتبال در شهر پرستکوت، کشور انگلستان است که در سال ۱۸۸۴ میلادی تأسیس شده‌است.